# آجنوره اینکروچی
آجنوره اینکروچی (ایتالیایی: Agenore Incrocci؛ ‏ ۴ ژوئیهٔ ۱۹۱۹ – ۱۵ نوامبر ۲۰۰۵) یک فیلم‌نامه‌نویس اهل ایتالیا بود.
او سال ۲۰۰۵ میلادی در رم درگذشت.
از فیلم‌هایی که وی در آن نقش داشته‌است، می‌توان به چه شریرند مردان!، شب بخیر، آقایان و خانم‌ها، آیا قهرمانان ما قادر به یافتن دوستشان که به طرز مرموزی در آفریقا ناپدید شده هستند؟ و اورینت اکسپرس اشاره کرد.